# Carlo Cristofori
Carlo Cristofori (Viterbo, 5 de janeiro de 1813 – Roma, 30 de janeiro de 1891) foi um cardeal italiano da Igreja Católica, prefeito da Sagrada Congregação de Indulgências e Sagradas Relíquias.

## Biografia
De família nobre, era filho do conde Luigi Cristofori e Anna Riccioli, e tio do conde Francesco Cristofori, autor de Cronotassi dei cardinali de Santa Romana Chiesa, em Roma, 1888. Fez seus estudos iniciais em Viterbo e mais tarde, estudou em Roma, onde obteve um doutorado in utroque iure, tanto em direito canônico quanto em direito civil.
Em 1838, participou da publicação das tabelas sinóticas de direito canônico. Foi secretário e auditor do decano da Sagrada Rota Romana. Foi Prelado Doméstico de Sua Santidade e referendário do Supremo Tribunal da Assinatura Apostólica, além de juiz do tribunal do mordomo papal. Foi prefeito do Arquivo Secreto do Vaticano entre 1873 e 1877. Nomeado auditor da Sagrada Rota Romana em 1880. Presidente da primeira câmara da Comissão Judicial do Prelatício dos Palácios Apostólicos, entre 1881 e 1885. Regente da Penitenciária Apostólica, 1882-1885. Assistente do vice-chanceler da Santa Igreja Romana, Cardeal Teodolfo Mertel. Auditor geral da Câmara Apostólica, a partir de 18 de abril de 1885.
Foi criado cardeal pelo Papa Leão XIII, no Consistório de 
27 de julho de 1885, recebendo o barrete vermelho e o título de cardeal-diácono de Santos Vito, Modesto e Crescência em 30 de julho do mesmo ano.
Recebeu o subdiaconato em 29 de novembro e o diaconato em 6 de dezembro de 1885. Foi nomeado prefeito da Sagrada Congregação de Indulgências e Sagradas Relíquias em 14 de março de 1889, cargo que exerceu até a morte. Foi o último cardeal que não recebeu pelo menos a ordenação presbiteral no momento de sua promoção ao cardinalato.
Faleceu em 30 de janeiro de 1891, por volta das 18h, após ser acometido por uma violenta forma de pneumonia, no Palazzo Sacchetti, em Roma. Foi velado na igreja de San Giovanni dei Fiorentini, Roma e sepultado na capela da Arquiconfraria do Preciosíssimo Sangue no cemitério Campo di Verano.